# Einmal eine große Dame sein (1957)
Einmal eine große Dame sein ist eine deutsche Filmkomödie aus dem Jahre 1957 von Erik Ode mit Gudula Blau, Grethe Weiser und Dietmar Schönherr in den Hauptrollen. Der Film ist ein Remake des Komödienklassikers Die Gräfin von Monte Christo aus dem Jahre 1932.

## Handlung
Einmal eine große Dame sein – das ist es, was sich die junge Jeanette seit jeher erträumt, als sie an einem Nachwuchswettbewerb einer Filmfirma mitwirkt. Eine Karriere als Leinwandstar steht in Aussicht, und Jeanette, in Begleitung ihrer resoluten Tante Elly, glaubt auch fest daran, dass sie das Zeug dazu besitzt. Nun, die Filmleute und ihr Freund, der Filmjournalist Stefan Riehl, sehen dies vollkommen anders, und als Jeanette begreift, dass sie hier und jetzt keine Karriere vor der Kamera beginnen wird, entwendet sie, nachdem sie der Regisseur Sawitzky bei Probeaufnahmen mal wieder schikaniert hat, in einem Anfall von Überreaktion das für Dreharbeiten benötigte Luxusauto und braust mit Elly samt einem gleichfalls gestohlenen Nerzmantel kurzerhand vom Set davon. Als sie in dieser Aufmachung vor einem Luxushotel im schweizerischen Lugano vorfahren, hält man sie exakt für das, was sie nicht ist: Eine große Dame, die Prinzessin von Hohenfels-Zeltingen: wenn nicht berühmt dann doch zumindest schwerreich.
Man hofiert und umgarnt die neuen Gäste nach allen Regeln der Kunst, und bald bleibt Jeanette gar nichts anderes mehr übrig, als die Rolle einer Prinzessin mit Tante Elly als ihre Zofe fortzuführen. Diese Rolle glaubt auch der elegante Philipp de Witt, hinter dessen weltmännischer Fassade jedoch nur ein schnödes Verbrecherherz schlägt. Er hat sich mit seinem „Sekretär“ und Gaunerkumpan Freddy auf reiche, auszuplündernde Hotelgäste spezialisiert. Rasch gerät die falsche Prinzessin ins Fadenkreuz des falschen Gentleman, der jedoch ebenso rasch feststellen muss, dass es bei Jeanette rein gar nichts zu holen gibt. De Witt ist sich ziemlich sicher, dass es sich bei der jungen Dame wie beim ihm selbst um eine(n) Hochstapler(in) handeln müsse. Erst mit dem Auftauchen von Stefan, der den charmanten und hübschen Möchtergernfilmstar schon seit langem liebt, endet Jeanettes Dauermisere. Ihm gelingt es sogar, Jeanettes aufregende Geschichte zu vermarkten und ihr die erste Filmhauptrolle zu verschaffen.

## Produktionsnotizen
Einmal eine große Dame sein entstand im Juni und Juli 1957 an mehreren Drehorten (u. a. in Lugano) und wurde am 23. August 1957 uraufgeführt.
Fritz Klotzsch übernahm die Produktionsleitung. Emil Hasler entwarf die von Walter Kutz ausgeführten Filmbauten.
Es singen Cissy Kraner, Bob Martin, Die Montecarlos, das Trio Raisner, Ernie Bieler, Jimmy Makulis, die Sunnies, Das Cornell-Trio und Baby Scruggs.

## Kritik
Im Lexikon des Internationalen Films heißt es lapidar: „Routinekomödie.“